# Silnice I/64
Silnice I/64 je česká silnice I. třídy v Karlovarském kraji, která začíná ve městě Františkovy Lázně na křižovatce se silnicí I/21 (E49) a přes Hazlov a Aš vede na státní hranici, kde končí. Celková délka silnice činí 16,384 km. V německém Bavorsku pokračuje jako státní silnice č. 2179 do Selbu, kde se napojuje na dálnici A93.

## Modernizace silnice
| Číslo | Název                            | Délka  | Kategorie | Zahájení výstavby | Uvedení do provozu | Křižovatky |
| ----- | -------------------------------- | ------ | --------- | ----------------- | ------------------ | ---------- |
| K64   | Skalka u Hazlova, směrová úprava | 0,7 km | 9,5/70    | plánováno 2026    | plánováno 2026     |            |